# 安拉根杰
安拉根杰（Allahganj），是印度北方邦Shahjahanpur县的一个城镇。总人口11956（2001年）。

## 人口
该地2001年总人口11956人，其中男性6391人，女性5565人；0—6岁人口2235人，其中男1202人，女1033人；识字率50.27%，其中男性为59.49%，女性为39.68%。